# Ken Mulhearn
Ken Mulhearn, all'anagrafe Kenneth John Mulhearn (Liverpool, 16 ottobre 1945 – 13 marzo 2018), è stato un calciatore inglese, di ruolo portiere.

## Carriera
Ha disputato oltre 500 incontri fra la terza e la quarta divisione inglese fra il 1964 e il 1982, giocando con Stockport County, Shrewsbury Town e Crewe Alexandra.
Nel settembre 1967 venne acquistato dal Manchester City per 18 000 sterline e il cartellino di Alan Ogley: due giorni dopo l'acquisto sostituì Harry Dowd colpito da un infortunio, mantenendo poi il posto di titolare per il resto della stagione, conclusasi con la vittoria del titolo da parte dei Citizens. Confermato titolare anche nella stagione successiva, perse il posto dopo poche partite a causa di alcuni errori commessi nel corso della gara di ritorno di Coppa dei Campioni contro il Fenerbahçe. Lasciò i Citizens al termine della stagione 1969-70, totalizzando 50 presenze in massima serie.

## Palmarès

### Competizioni nazionali
- Campionato inglese: 1

1967-1968
- Coppa d'Inghilterra: 1

1968-1969
- Coppa di Lega inglese: 1

1969-1970
- Charity Shield: 1

1968

### Competizioni internazionali
- Coppa delle Coppe: 1

1969-1970